# Берка (комуна)
Берка (рум. Berca) — комуна у повіті Бузеу в Румунії. До складу комуни входять такі села (дані про населення за 2002 рік):
- Берка (3791 особа) — адміністративний центр комуни
- Бечень (158 осіб)
- Валя-Нукулуй (781 особа)
- Віфорита (52 особи)
- Жосень (986 осіб)
- Кожану (146 осіб)
- Минестіря-Ретешть (148 осіб)
- Пиклеле (242 особи)
- Плешешть (895 осіб)
- Плешкой (944 особи)
- Ретешть (698 осіб)
- Сетук (751 особа)
- Тицирлігу (10 осіб)

Комуна розташована на відстані 105 км на північний схід від Бухареста, 19 км на північний захід від Бузеу, 106 км на захід від Галаца, 92 км на південний схід від Брашова.

## Населення
За даними перепису населення 2002 року у комуні проживали 9602 особи.
Національний склад населення комуни:
| Національність   | Кількість осіб | Відсоток |
| ---------------- | -------------- | -------- |
| румуни           | 9544           | 99,4%    |
| цигани           | 46             | 0,5%     |
| угорці           | 6              | 0,1%     |
| росіяни-липовани | 4              | < 0,1%   |
| українці         | 1              | < 0,1%   |
| турки            | 1              | < 0,1%   |

Рідною мовою назвали:
| Мова       | Кількість осіб | Відсоток |
| ---------- | -------------- | -------- |
| румунська  | 9569           | 99,7%    |
| циганська  | 25             | 0,3%     |
| російська  | 4              | < 0,1%   |
| угорська   | 2              | < 0,1%   |
| українська | 1              | < 0,1%   |
| турецька   | 1              | < 0,1%   |

Склад населення комуни за віросповіданням:
| Релігія                                       | Кількість осіб | Відсоток |
| --------------------------------------------- | -------------- | -------- |
| православні                                   | 9560           | 99,6%    |
| адвентисти                                    | 23             | 0,2%     |
| реформати                                     | 6              | 0,1%     |
| римо-католики                                 | 5              | 0,1%     |
| греко-католики                                | 2              | < 0,1%   |
| лютерани (Синодально-пресвітеріанська церква) | 2              | < 0,1%   |
| мусульмани                                    | 1              | < 0,1%   |
| бретрени                                      | 1              | < 0,1%   |
| лютерани                                      | 1              | < 0,1%   |